# نظمية أورال
نظمية أورال (مواليد 28 مايو 1969 في هينجيلو)، هي كاتبة وممثلة هولندية من أصول تركية.
عملت كمقدمة برنامج «De dialoog» في التلفزيون الهولندي، وفي عام 2002 استجوبت السياسي الهولندي المثير للجدل الراحل بيم فورتاين, ومن عام 2003 إلى عام 2012 كتبت أيضًا أعمدة لصحيفة دي فولكس كرانت الهولندية.

## من مؤلفاتها
- صدرت روايتها الأولى «زهرة» في عام 2011، وتم ترشيحها لجائزة «E. du Perron».

## أعمالها التلفزيونية
- المسلسل الهولندي «Baantjer»ء(عام 1995و2004).

## المسرح
- مسرحية: «Gesluierde Monologen»
- مسرحية: «Niet meer zonder jou»

## جائزة
- فازت عام 2016 بجائزة العجل الذهبي في فئة أفضل ممثلة في الدراما التلفزيونية عن دورها في فيلم «In freedom»، الذي تلعب فيه دور والدة عائد من سوريا.